# Барон Бивербрук
Барон Бивербрук из Бивербрука в провинции Нью-Брансуик в доминионе Канада и Черкли в графстве Суррей — наследственный титул в системе Пэрства Соединённого королевства. Он был создан 2 января 1917 года для известного владельца СМИ и политика сэра Макса Эйткена, 1-го баронета (1879—1964). Он заседал в Палате общин Великобритании от Эштон-андер-Лайн (1910—1916), занимал должности министра информации (1918), канцлера герцогства Ланкастерского (1918), министра авиационной промышленности (1940—1941), министра снабжения (1941—1942), министра военного производства (1942) и лорда-хранителя Малой печати (1943—1945). 3 июля 1916 года для Макса Эйткена был создан титул баронета из Черкли в графстве Суррей.
В 1964 году после смерти Макса Эйткена баронский титул унаследовал его сын, Джон Уильям Максвелл «Макс» Эйткен, 2-й барон Бивербрук (1910—1985), который через три дня отказался от своего наследственного титула. Он представлял Холборн в Палате общин Великобритании (1945—1950).
По состоянию на 2024 год носителем титула являлся его сын, Максвелл Уильям Хамфри Эйткен, 3-й барон Бивербрук (род. 1951), который стал преемником своего отца в 1985 году. Он занимал должность в лорда-в-ожидании в 1986—1988 годах.
Достопочтенная Джанет Глэдис Эйткен (1908—1988), дочь первого барона Бивербрука, была матерью Джона Эдварда Эйткена Кидда, который являлся отцом Джеммы Уэсли, маркизы Дору (род. 1974), и Джоди Кидд (род. 1978). Другим членом семьи Эйткен являлся консервативный политик Джонатан Эйткен (род. 1942), племянник первого барона Бивербрука.

## Бароны Бивербрук (1917)

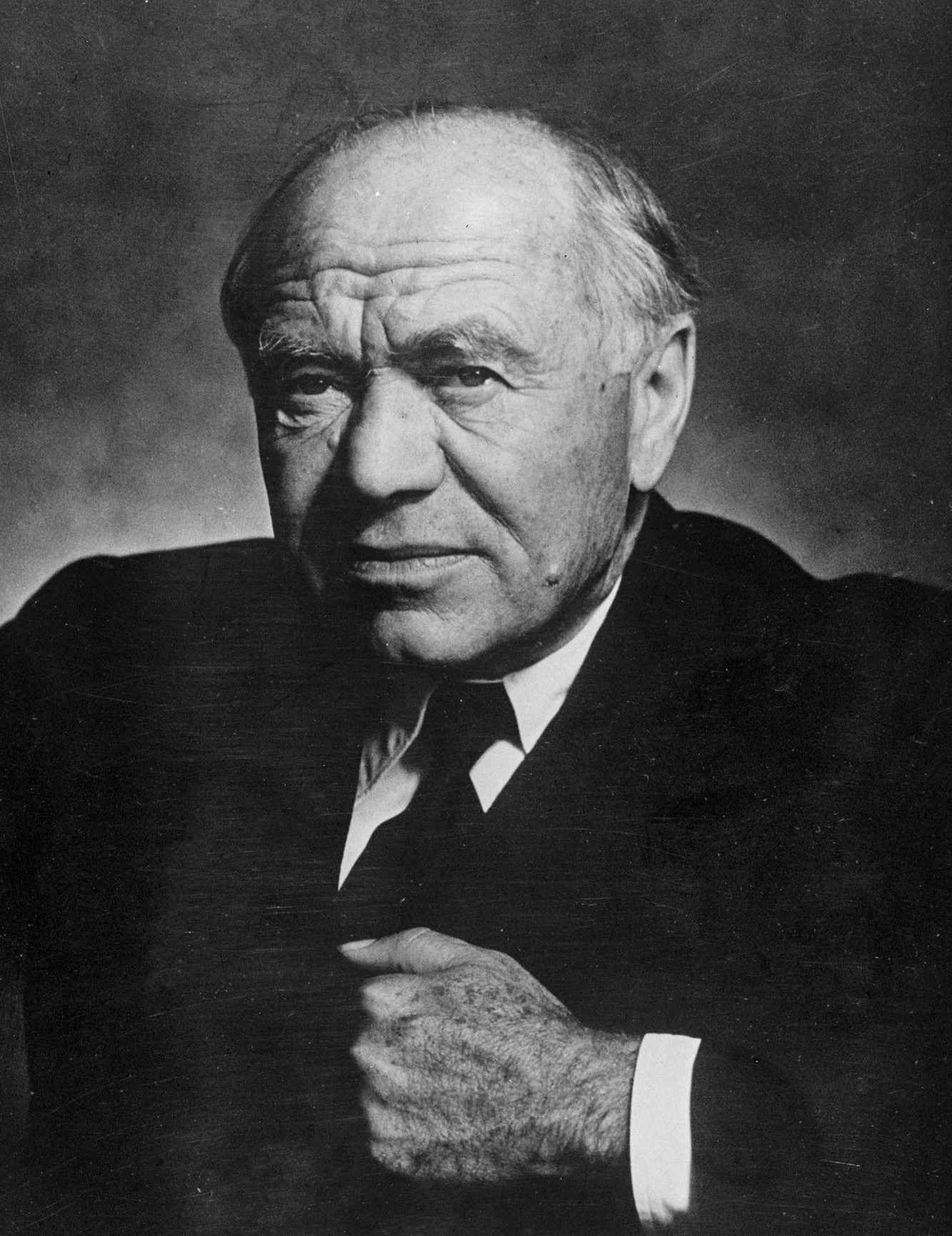
Уильям Максвелл «Макс» Эйткен, 1-й барон Бивербрук (1879—1964)

- 1917—1964: Уильям Максвелл «Макс» Эйткен, 1-й барон Бивербрук (25 мая 1879 — 9 июня 1964), третий сын преподобного Уильяма Катберта Эйткена (1834—1913)[1];
- 1964—1985: Джон Уильям Максвелл «Макс» Эйткен, 2-й барон Бивербрук (15 февраля 1910 — 30 апреля 1985), старший сын предыдущего[2];
- 1985 — настоящее время: Максвелл Уильям Хамфри Эйткен, 3-й барон Бивербрук (род. 29 декабря 1951), единственный сын предыдущего от третьего брака[3];
  - Наследник титула: достопочтенный Максвелл Фрэнсис Эйткен (род. 17 марта 1977), старший сын предыдущего[4].

## Линия преемственности
- Достопочтенный Максвелл Фрэнсис Эйткен (род. 17 марта 1977) старший сын 3-го барона Бивербрука[4];
- Максвелл Альфонсо Эйткен (род. 16 декабря 2014) единственный сын предыдущего[5];
- Достопочтенный Александр Рори Эйткен (род. 1978) второй (младший) сын 3-го барона Бивербрука[6].